# یودودنیا
یودودنیا (به لاتین: Ududeniya) یک منطقهٔ مسکونی در سری‌لانکا است که در استان مرکزی (سری‌لانکا) واقع شده‌است.